# Пустошь (Коми)
Пустошь (коми Пустӧш) — деревня в Сысольском районе Республики Коми России. Входит в состав сельского поселения Куниб.

## География
Деревня находится в юго-западной части Республики Коми, в пределах Вычегодско-Мезенской равнины, на левом берегу реки Сысолы, на расстоянии примерно 8 километров (по прямой) к северо-востоку от села Визинги, административного центра района. Абсолютная высота — 113 метров над уровнем моря. С ноября 1931 года до августа 1935 года село являлось административным центром  Визингского (Сысольского) района.
Климат
Климат характеризуется как умеренно континентальный, с продолжительной умеренно морозной многоснежной зимой и коротким прохладным летом. Среднегодовая температура воздуха составляет 0,6 °С. Средняя температура воздуха самого тёплого месяца (июля) составляет 16,7 °C; самого холодного (января) — −14,7 °C. Безморозный период длится в течение 191 дня. Среднегодовое количество атмосферных осадков составляет 536 мм. Средняя минимальная температура апреля в Пустоши +0.1°- вторая самая высокая из метеостанций Коми, выше в апреле только Объячево с +0.5°, это единственные две метеостанции Республики имеющие плюсовые апрельские средние. 
Часовой пояс
Пустошь, как и вся Республика Коми, находится в часовой зоне МСК (московское время). Смещение применяемого времени относительно UTC составляет +3:00.

## Население
| 2010 |
| ---- |
| 72   |

Гендерный состав
По данным Всероссийской переписи населения 2010 года в гендерной структуре населения мужчины составляли 46,7 %, женщины — соответственно 53,3 %.
Национальный состав
Согласно результатам переписи 2002 года, в национальной структуре населения коми составляли 76 % из 74 чел.